# Holger Friz
Holger Friz (* 26. April 1965) ist ein ehemaliger deutscher Fußballspieler.
Der Nachwuchsstürmer kam 1978 von der SG Praunheim zu Eintracht Frankfurt. Friz nahm am 26. Juli 1981 am Finale der deutschen B-Jugendmeisterschaft für die Eintracht teil, welches mit 0:1 gegen Borussia Mönchengladbach verloren wurde. Am 16. Juli 1983 wurde er mit der Eintracht deutscher A-Jugendmeister durch einen 2:0-Sieg gegen den 1. FC Köln. Er schoss in diesem Spiel beide Tore.
1984 rückte er in den Profikader der Eintracht auf und kam in der Bundesliga zwischen 1984 und 1986 zu 36 Einsätzen, in denen er sieben Tore schoss. Nachdem er in der Saison 1986/87 nur noch zu fünf Bundesligaspielen und zwei Einsätzen im DFB-Pokal gekommen war, wechselte er zu Viktoria Aschaffenburg in die 2. Bundesliga, wo er in 18 Einsätzen fünf Tore schoss. Danach kehrte er zur Eintracht zurück, wirkte aber in der Saison 1987/88 nur noch in sechs Bundesligaspielen mit und schoss ein Tor. Daneben kam er noch zu einem weiteren Pokalspiel. 1988 wechselte er wieder zu Viktoria Aschaffenburg, wo er vier Tore in 13 Spielen schoss. 1989 wechselte er zu Fortuna Köln. Dort kam er zu 65 Einsätzen in der 2. Bundesliga und schoss 16 Tore. Im Januar 1992 verließ er die Fortuna und wechselte zu Tennis Borussia Berlin, wo er bis Januar 1993 spielte. Danach war er noch bis 1997 im Amateurbereich für den KSV Klein-Karben aktiv.